# A Fairly Odd Christmas
A Fairly Odd Christmas (bra O Natal dos Padrinhos Mágicos) é um telefilme estadunidense de 2012, do gênero comédia de aventura, dirigido por Savage Steve Holland. 
Trata-se da sequência de A Fairly Odd Movie: Grow Up, Timmy Turner! (2011), e a segunda adaptação live-action da série de televisão em desenho animado da Nickelodeon, The Fairly OddParents.
O Filme Original da Nickelodeon foi anunciado em 14 de março de 2012, e está programado para ir ao ar em 29 de Novembro de 2012 nos Estados Unidos.

## Enredo
O filme vai acompanhar as aventuras de Timmy Turner (Drake Bell), e seus padrinhos mágicos bem-intencionados, enquanto ele tenta salvar o Natal, mas primeiro ele tem que se manter fora da lista de travessos. 
Não há nada que Timmy Turner ame mais do que conceder desejos (e da Tootie)! Que pena que, de repente, seu coração grande o colocou em uma situação difícil. Ele passou dos limites com as realizações de desejos, e agora que o Natal está chegando, não há quase nada para o Papai Noel fazer! Agora, cabe a Timmy salvar o Natal, mas não antes de uma perigosa e gelada viagem mágica para visitar Elmer, o Velho Elfo, para obter o seu nome fora da lista de travessos primeiro! Timmy pode sobreviver a viagem e salvar o Natal antes que seja tarde demais?

## Elenco
- Drake Bell e Daniella Monet retornam em seus papéis principais, como Timmy Turner e Tootie.[5]
- Daran Norris, Susanne Blakeslee e  Tara Strong fazem as vozes de Cosmo, Wanda e Puffy, os padrinhos mágicos de Timmy.
- Travis Turner e Devyn Dalton interpretam os elfos Dingle Dave e Cântico de Natal
- David Lewis interpreta o asqueroso Sr. Crocker, que se junta a Timmy e cia. nessa jornada disposto á sair da lista dos malvados.
- Tony Cox interpreta Elmer, o velho elfo que é o guardião da lista dos malvados.
- Mark Gibbon interpreta Jorgen Von Estranho, o rígido guardião do mundo das fadas.
- Donavon Stinson interpreta o adorável e simpático Papai Noel que após um acidente acaba ficando com amnésia e pensa que é várias coisas: o Coelhinho da Páscoa, uma bailarina, um Super-herói e etc..
- Daran Norris e  Teryl Rothery interpretam Sr. e Sra. Turner, os pais anormais de Timmy Turner.
- Devon Weigel interpreta a malvada babá Vicky.

## Produção
Vinte dias após o lançamento do filme pela Nickelodeon, o criador de "The Fairly OddParents" e escritor do filme, Butch Hartman, publicou no "Twitter" que estava trabalhando em ideias para uma sequencia de Grow Up, Timmy Turner!. Em 14 de Março de 2012, durante o anúncio de estreias de 2012 a 2013 da Nickelodeon, a sequencia foi anunciada.Em 2014 teve uma sequencia com o filme A Fairly Odd Summer. 
O filme foi filmado em Vancouver, Canadá, de 23 de março a 18 de abril de 2012.